# Episodi di Homeland - Caccia alla spia (terza stagione)
La terza stagione della serie televisiva Homeland - Caccia alla spia (Homeland), composta da 12 episodi, è stata trasmessa in prima visione assoluta negli Stati Uniti d'America dal canale via cavo Showtime dal 29 settembre al 15 dicembre 2013.
In Italia, a differenza dalle stagioni precedenti, la stagione è stata trasmessa in prima visione in contemporanea con gli Stati Uniti, dal 14 ottobre al 23 dicembre 2013 sul canale satellitare Fox. È stata trasmessa in chiaro dal 18 novembre al 16 dicembre 2018 sul 20.
Il cast principale di questa stagione è formato da: Claire Danes, Damian Lewis, Rupert Friend, Morena Baccarin, Jackson Pace, Morgan Saylor, Sarita Choudhury, Tracy Letts, F. Murray Abraham e Mandy Patinkin. Diego Klattenhoff, David Marciano e Navid Negahban ricompaiono come guest star.
| n° | Titolo originale  | Titolo italiano          | Prima TV USA      | Prima TV Italia  |
| -- | ----------------- | ------------------------ | ----------------- | ---------------- |
| 1  | Tin Man Is Down   | Sotto giuramento         | 29 settembre 2013 | 14 ottobre 2013  |
| 2  | Uh... Oh... Ah... | Agonia                   | 6 ottobre 2013    | 14 ottobre 2013  |
| 3  | Tower of David    | La torre di David        | 13 ottobre 2013   | 21 ottobre 2013  |
| 4  | Game On           | La fuga                  | 20 ottobre 2013   | 28 ottobre 2013  |
| 5  | The Yoga Play     | Una richiesta imprevista | 27 ottobre 2013   | 4 novembre 2013  |
| 6  | Still Positive    | Convinzioni              | 3 novembre 2013   | 11 novembre 2013 |
| 7  | Gerontion         | Abuso di potere          | 10 novembre 2013  | 18 novembre 2013 |
| 8  | A Red Wheelbarrow | Sotto osservazione       | 17 novembre 2013  | 25 novembre 2013 |
| 9  | One Last Thing    | Ritorno a casa           | 24 novembre 2013  | 2 dicembre 2013  |
| 10 | Good Night        | Buona notte              | 1º dicembre 2013  | 9 dicembre 2013  |
| 11 | Big Man in Tehran | Linea di confine         | 8 dicembre 2013   | 16 dicembre 2013 |
| 12 | The Star          | La stella                | 15 dicembre 2013  | 23 dicembre 2013 |

## Sotto giuramento
- Titolo originale: Tin Man Is Down
- Diretto da: Lesli Linka Glatter
- Scritto da: Alex Gansa e Barbara Hall

### Trama
Sono passati 58 giorni dall'attentato a Langley e Carrie depone all'interrogazione della Commissione di intelligence del Senato, presieduta dal senatore Lockhart, prevenuto e molto critico nei confronti dell'Agenzia. La donna, seguendo la strategia indicata da Saul, non fornisce informazioni sull'accordo preso dalla CIA con Brody ma alla Commissione è giunto il documento con la garanzia di immunità per Brody: Carrie si ritrova a dover per forza mentire dopo aver giurato di dire la verità. Saul, affiancato dal suo consigliere speciale Dar Adal, ha utilizzato tutte le risorse dell'Agenzia per individuare i sei uomini responsabili dell'attacco a Langley sparsi su tre continenti diversi e per eliminarli tutti e sei in 20 minuti prima che possano comunicare tra loro. Ai vertici della rete terroristica è sospettato esservi il numero 2 dei servizi segreti iraniani, Majid Javadi, dato per morto da molti, conosciuto da Saul a Teheran negli anni '70 quando l’uomo lavorava per lo Scià prima di passare al servizio della Rivoluzione islamica. Saul teme un fallimento della missione e in cuor proprio si sente a disagio nel dare l'ordine di uccidere delle persone: la sua formazione di spia e la sua indole lo spingono a risolvere i problemi, non a eliminarli. Consigliato anche dalla moglie Mira, che è tornata a vivere con lui ma dorme in un altro letto, Saul infine decide di dare l'ordine di eseguire la missione. Peter Quinn, a Caracas, si sta occupando di eliminare il banchiere venezuelano Cedeno con una bomba nella sua auto ma rischia di mandare all'aria la missione per risparmiare la vita al giovane figlio in macchina con lui. Gli altri 5 obiettivi nei restanti continenti sono a tiro, però Saul ordina di non colpirli finché non viene ucciso Cedeno: Quinn allora si introduce nella villetta fortificata del banchiere, riesce a eliminare le guardie, uccide Cedeno e accidentalmente anche il suo bambino, prelevando dal posto materiale e un PC portatile. Gli altri 5 obiettivi vengono colpiti nei restanti minuti ma sui giornali del giorno seguente, oltre alla notizia della missione riuscita, viene riportata la voce che un agente della CIA sia andata a letto con il deputato Brody. Carrie interrompe il pranzo di festeggiamento di Saul, Dar Adal e altri capi dell'Agenzia, accusandoli di aver fatto trapelare la voce per intimarla a tacere davanti alla Commissione. Alcune ore più tardi, in diretta televisiva il direttore ad interim della CIA Saul Berenson testimonia davanti alla Commissione e, interrogato dal senatore Lockhart sulle indiscrezioni apparse sulla stampa, afferma che l'agente in questione è afflitta da un disturbo bipolare tenuto nascosto ai suoi superiori, screditando così in maniera pesante la sua reputazione.
- Durata: 60 minuti
- Guest star: James Rebhorn (Frank Mathison), Tim Guinee (Scott Ryan), Sam Underwood (Leo Carras), Amy Morton (Erin Kimball), Pedro Pascal (David Portillo), Gary Wilmes (Troy Richardson), Lawrence Clayton (Jim Pennington), Joanna Merlin (Nonna Lois).
- Ascolti USA: telespettatori 1 876 000[3]

## Agonia
- Titolo originale: Uh... Oh... Ah...
- Diretto da: Lesli Linka Glatter
- Scritto da: Chip Johannessen

### Trama
Carrie organizza un’intervista alla stampa in cui ha intenzione di rivelare i retroscena sulla collaborazione fra l’Agenzia e Brody, ma viene interrotta dalla polizia e costretta a sottomettersi a una valutazione psichiatrica. Saul si reca pertanto dal padre Frank e sua sorella Maggie per convincerli a farla desistere dai suoi propositi per non incorrere in gravi accuse penali nonostante i seri disordini mentali di cui è affetta. Nel frattempo, Saul assume nella sua squadra una nuova analista finanziaria, una donna iraniana di nome Fara Sherazi, allo scopo di decifrare le transazioni nascoste presenti nel PC del banchiere venezuelano e trovare un possibile collegamento con Javadi, indicato come il principale finanziatore dell’attentato. 
Dana, mentre affronta vari colloqui assieme alla madre da uno psicologo e con la quale ha ormai un pessimo rapporto, torna di nascosto all'ospedale di notte per rivedere Leo Carras, il suo nuovo ragazzo dove fanno l’amore per la prima volta.
- Durata: 48 minuti
- Guest star: James Rebhorn (Frank Mathison), Amy Hargreaves (Maggie Mathison), Sam Underwood (Leo Carras), Nazanin Boniadi (Fara Sherazi), David Aaron Baker (Dottor Harlan), Gary Wilmes (Troy Richardson).
- Ascolti USA: telespettatori 1 827 000[4]

## La torre di David
- Titolo originale: Tower of David
- Diretto da: Clark Johnson
- Scritto da: Henry Bromell e William Bromell

### Trama
Riappare il sergente Brody che viene recuperato, guarito e salvato da una squadra di narcotrafficanti in Venezuela nei pressi di Caracas, dopo che era stato quasi ucciso dai componenti di una organizzazione colombiana, i quali volevano ottenere la taglia pendente sulla sua testa messa in palio dal governo americano. Brody viene portato da un rispettato boss, che doveva un favore a Carrie, in un grattacielo semicostruito della città chiamato la "Torre di Davide", abitato da una miriade di varianti umane, e viene preposta alle sue cure e alla sua sorveglianza la sua avvenente figlia Esme. Intanto Carrie ancora nell'ospedale psichiatrico viene contattata da un avvocato di un importante studio di New York che si propone di aiutarla a uscire da lì, ma lei rifiuta intuendo che dietro vi sia forse una lobby interessata a scoprire da una fonte interna preziose informazioni sulla CIA. A Caracas, intanto, Brody, con l'aiuto di Esme, riesce a fuggire dalla "Torre di Davide" rifugiandosi nella vicina moschea e chiedendo aiuto all'Imam del posto che accetta di aiutarlo, ma in realtà dopo averlo riconosciuto, allerta le forze governative locali. Mentre sta per essere catturato dai poliziotti, Brody viene salvato per la seconda volta dai narcotrafficanti, che per impedirgli di fuggire nuovamente, lo chiudono in una cella dove inizia a fare uso di eroina.
- Durata: 53 minuti
- Guest star: Stephen Schnetzer (Dottor Maloney), Manny Perez (El Niño), Martina Garcia (Esme), Erik Todd Dellums (Dottor Graham), Marcia DeBonis (Abby), Jennifer Marsala (Amanda Lambert), Jason Butler Harner (Paul Franklin).
- Ascolti USA: telespettatori 1 809 000[5]

## La fuga
- Titolo originale: Game On
- Diretto da: David Nutter
- Scritto da: James Yoshimura e Alex Gansa

### Trama
Con sua grande sorpresa, Carrie esce dall’ospedale psichiatrico in cui era stata ricoverata in seguito all’udienza in tribunale ma il suo crollo emotivo e il suo successivo internamento fanno in realtà parte di un piano elaborato dall’Agenzia. Il vero scopo della CIA infatti, è stato quello di far credere all’avvocato d’affari legato agli iraniani che l’ha fatta uscire di poterla convincere a fare il doppio gioco dopo che Fara è riuscita a rintracciare i soldi sottratti al Corpo delle guardie della rivoluzione islamica e riciclati tramite vari prestanome per poter finanziare l’attentato. Nel frattempo Leo, in realtà internato dopo aver patteggiato l’accusa dell’omicidio colposo del fratellino, ha progettato la fuga assieme a Dana e si sono inizialmente diretti verso la base militare dove Brody aveva prestato servizio come Marine.
- Durata: 49 minuti
- Guest star: Diego Klattenhoff (Mike Faber), David Marciano (Virgil Piotrowski), James Rebhorn (Frank Mathison), Jason Butler Harner (Paul Franklin), Martin Donovan (Leland Bennett), Nazanin Boniadi (Fara Sherazi), Sam Underwood (Leo Carras), Marcia DeBonis (Abby), Stephanie J. Block (Patricia Cooper), David Fonteno (Robert Strauss), Stephen Schnetzer (Dottor Maloney), Jennifer Marsala (Amanda Lambert), Gary Wilmes (Troy Richardson).
- Ascolti USA: telespettatori 1 772 000[6]

## Una richiesta imprevista
- Titolo originale: The Yoga Play
- Diretto da: Clark Johnson
- Scritto da: Patrick Harbinson

### Trama
Jessica convince Carrie ad aiutarla a rintracciare tramite l’agente speciale Hall sua figlia Dana, la quale scopre casualmente durante il suo viaggio senza meta il vero motivo dell'internamento di Leo e decide pertanto di andare dalla polizia per poter tornare a casa. Nel frattempo, il senatore Lockhart rivela a Saul durante una battuta di caccia all’anatra che sarà lui stesso a diventare il nuovo direttore della CIA su decisione del Presidente. Dopo aver incassato tale notizia con disappunto, Saul scopre anche che sua moglie Mira lo tradisce con un collega conosciuto durante il soggiorno lavorativo in India. Infine, dopo che Javadi è entrato clandestinamente negli USA per poter incontrare Carrie, gli iraniani irrompono nella sua casa e la rapiscono sotto gli occhi di Quinn, incaricato della sua sorveglianza a distanza.
- Durata: 47 minuti
- Guest star: Mary Apick (Fariba), David Marciano (Virgil Piotrowski), Maury Sterling (Max Piotrowski), Sam Underwood (Leo Carras), Shaun Toub (Majid Javadi), Billy Smith (Agente speciale Hall), William Abadie (Alan Bernard), William Sadler (Mike Higgins).
- Ascolti USA: telespettatori 2 001 000[7]

## Convinzioni
- Titolo originale: Still Positive
- Diretto da: Lesli Linka Glatter
- Scritto da: Alexander Cary

### Trama
Presso un alloggio segreto della CIA, Quinn, Max e Fara tentano di ritrovare la macchina sulla quale è stata fatta salire Carrie durante il rapimento ma i tentativi si rivelano vani in quanto gli uomini di Javadi hanno cambiato mezzo di trasporto.  Contemporaneamente, Carrie è alle prese con la macchina della verità al cospetto di Javadi ma riesce a convincerlo a rimanere sola con lui per poter parlare liberamente: si scopre che Javadi e Saul erano entrambi agenti sul campo quando erano giovani e dunque Javadi si accorda con Carrie affinché nel pomeriggio si organizzi un incontro con Saul. Al momento stabilito Saul, che monitorava la situazione, nota che l’auto non ha imboccato il tragitto previsto e Carrie e Quinn si dirigono allora nel luogo in cui è andato Javadi, ovvero una villetta a schiera in un quartiere residenziale dove vive la ex moglie Fariba, con la nuora e il nipotino Behruz che Saul aveva fatto scappare dall'Iran e da Javadi stesso. Carrie e Quinn arrivano però troppo tardi: Javadi, entrato in casa, spara alla nuora e taglia la gola con una bottiglia alla moglie e, una volta prelevato l’uomo, essi si dirigono alla casa sicura dove Saul, in preda al nervosismo, gli rompe il naso. Nel frattempo a casa Brody, Dana aspetta sua madre e assieme vanno in tribunale per convalidare la richiesta di Dana di prendere il cognome da nubile di sua madre, Lazaro. Una volta tornate a casa, Dana rivela alla madre e a suo fratello Chris che ha architettato tutto per poter cambiare radicalmente vita, ovvero lasciare la famiglia per andare a vivere altrove assieme ad una sua amica.
- Durata: 48 minuti
- Guest star: Mary Apick (Fariba), Maury Sterling (Max Piotrowski), Nazanin Boniadi (Fara Sherazi), Shaun Toub (Majid Javadi).
- Ascolti USA: telespettatori 2 001 000[8]

## Abuso di potere
- Titolo originale: Gerontion
- Diretto da: Carl Franklin
- Scritto da: Chip Johannessen

### Trama
Fara è molto contrariata quando scopre che il vero piano di Saul è quello di far tornare Javadi in Iran ad ogni costo come un agente doppio alle sue dipendenze. Nel frattempo, Dar Adal avverte Quinn che la sua faccia è stata identificata in una fotografia scattata da una telecamera di sicurezza dei vicini della casa in cui sono stati ritrovati i corpi: Carrie viene pertanto incaricata di limitare l’investigazione della polizia per insabbiare le prove ma non ottiene il successo sperato e pertanto Quinn è costretto a costituirsi pur menzionando che si tratta di una delicata questione di sicurezza nazionale. Dopo un diverbio iniziale con Dar Adal per via della sua protratta assenza da Langley, Saul è costretto a chiudere il senatore Lockhart a chiave nella sala conferenze per impedirgli di rovinare la sua missione con Javadi, mettendo così a rischio la sua carriera. Carrie scopre da Javadi, in procinto di partire per l'Iran con un aereo, che la persona legata ad Abu Nazir che ha spostato il fuoristrada di Brody nell'attentato si trova ancora negli Stati Uniti e che l’avvocato che l'ha fatta uscire dall'ospedale psichiatrico, Leland Bennett, sa di chi si tratta. Quinn, una volta terminato il suo interrogatorio, confessa a Carrie di non essere d'accordo con il modo in cui l’Agenzia sta gestendo la situazione e, per questo, di volersi licenziare.
- Durata: 47 minuti
- Guest star: Clark Johnson (Detective Johnson), Nazanin Boniadi (Fara Sherazi), Shaun Toub (Majid Javadi), William Abadie (Alan Bernard), Vincent Irizarry (Capitano Lonza).
- Ascolti USA: telespettatori 1 850 000[9]

## Sotto osservazione
- Titolo originale: A Red Wheelbarrow
- Diretto da: Seith Mann
- Scritto da: Alex Gansa e James Yoshimura

### Trama
Alla Casa Bianca Saul rivela al capo di Gabinetto Mike Higgins, nonostante il parere contrario di Lockhart, di voler mettere Javadi al comando di un’operazione volta a creare le premesse di un regime change in Iran. Nel frattempo, Carrie fa credere allo studio legale coinvolto nelle indagini che la CIA è vicina a scoprire chi ha piazzato la bomba a Langley, sperando che gli avvocati Franklin e Bennett le rivelino l’identità del vero attentatore. Durante una visita ginecologica di controllo, Carrie scopre anche con grande sorpresa che è incinta di 13 settimane di Brody mentre Fara, alle prese con una crisi di coscienza, ha deciso che non vuole per il momento tornare al suo lavoro per potersi occupare del padre malato. Carrie riesce a risalire ad un uomo, pedinando Franklin fino al parcheggio di un motel, ma quest’ultimo è intenzionato ad ucciderlo per coprire ogni traccia: per impedirle di interferire con la missione nella speranza di scagionare Brody, Quinn è costretto a sparare a Carrie su un braccio. Saul intanto parte per il Venezuela con 10 milioni di dollari, ovvero la ricompensa governativa per aver localizzato Brody, ma lo trova in uno stato pietoso dentro alla cella circondato da siringhe usate.
- Durata: 46 minuti
- Guest star: Chance Kelly (Mitchell Clawson), Tim Guinee (Scott Ryan), William Abadie (Alan Bernard), Nazanin Boniadi (Fara Sherazi), Martin Donovan (Leland Bennett), Jason Butler Harner (Paul Franklin), William Sadler (Mike Higgins), Parviz Sayyad (Padre di Fara), Manny Perez (El Niño), Cindy Cheung (Dottoressa), Lisa Tharps (Roxanne).
- Ascolti USA: telespettatori 1 784 000[10]

## Ritorno a casa
- Titolo originale: One Last Thing
- Diretto da: Jeffrey Reiner
- Scritto da: Barbara Hall

### Trama
Per aiutarlo a disintossicarsi, Brody viene costretto ad assumere massicce dosi di ibogaina in meno di una settimana nonostante le fortissime allucinazioni che provoca al soggetto in terapia dalle crisi d’astinenza. Dopo averlo progressivamente fatto uscire dalla sua dipendenza da eroina e avergli fatto ricominciare l’addestramento militare, Saul finalmente rivela a Carrie la fase successiva del suo piano: ovvero far infiltrare Brody in Iran per chiedere asilo politico, così da poter uccidere il capo del Corpo delle guardie della rivoluzione islamica Danesh Akbari e poi farlo rimpiazzare a proprio vantaggio dal suo vice Javadi.
Saul scopre dagli appostamenti di Max e Virgil che il collega di sua moglie, Alan Bernard, fa parte del Mossad e che si incontra con Lockhart dopo averlo spiato, mentre Carrie acconsente alla richiesta di Brody di fargli vedere Dana per l'ultima volta: l'uomo scopre che la figlia ora lavora come cameriera in un motel ma lei non sembra affatto felice di rincontrarlo dato che gli ha rovinato la vita. Saul decide infine di ricattare il senatore Lockhart per non umiliare Mira e tenere ancora intatta la reputazione dell’Agenzia legandogli le mani: egli non avrebbe dunque divulgato le foto dell’incontro con la spia in cambio dell’accettazione da parte del nuovo direttore di ritardare il suo insediamento in modo da permettere lo svolgimento regolare dell’imminente operazione.
- Durata: 56 minuti
- Special guest star: Navid Negahban (Abu Nazir).
- Guest star: David Marciano (Virgil Piotrowski), Tim Guinee (Scott Ryan), Maury Sterling (Max Piotrowski), Donnie Keshawarz (Hafez Azizi), Jared Ward (Yousef Turani), Walid Amini (Josh Modarres), Jaylen Moore (Eric Baraz), William Abadie (Alan Bernard), Chris Chalk (Tom Walker).
- Ascolti USA: telespettatori 1 941 000[11]

## Buona notte
- Titolo originale: Good Night
- Diretto da: Keith Gordon
- Scritto da: Alexander Cary e Charlotte Stoudt

### Trama
Una volta giunti in Iraq, inizia la fase di avvicinamento al confine iraniano del commando che scorta Brody ma durante la notte tutto va per il verso sbagliato: il valico è bloccato dal traffico, poi vengono intercettati da una pattuglia della polizia locale ed infine il pick up con a bordo Brody salta su una mina, senza gravi conseguenze per lui, ma amputando la gamba al conducente del veicolo. A quel punto Saul si vede costretto ad annullare la missione per evitare ripercussioni dalla Casa Bianca per un incidente internazionale ma Brody rifiuta di ritirarsi con la squadra nonostante le sue precarie condizioni psichiche. Correndo verso il confine l’uomo viene catturato ad un checkpoint, insieme ad un altro commilitone, da un’unità militare iraniana a cui chiede asilo dichiarandosi ricercato negli USA per aver piazzato l'autobomba alla CIA. In un secondo momento, Javadi deve uccidere il commilitone, all'interno della cella in cui sono stati rinchiusi come prigionieri, prima di poter portare con sé Brody a Teheran.
- Durata: 47 minuti
- Guest star: Nazanin Boniadi (Fara Sherazi), Tim Guinee (Scott Ryan), William Sadler (Mike Higgins), Shaun Toub (Majid Javadi), Donnie Keshawarz (Hafez Azizi), Jared Ward (Yousef Turani), Walid Amini (Josh Modarres), Jaylen Moore (Eric Baraz), Peter Bradbury (Bill Pfister).
- Ascolti USA: telespettatori 2 062 000[12]

## Linea di confine
- Titolo originale: Big Man in Tehran
- Diretto da: Daniel Minahan
- Scritto da: Chip Johannessen e Patrick Harbinson

### Trama
Saul si reca nella prigione federale in cui è detenuto Alan Bernard per riuscire a convincere il Mossad a mandare due suoi agenti di nazionalità iraniana a supporto dell'operazione sul campo per assassinare Akbari. Nel frattempo, i pasdaran interrogano continuamente Brody presso un compound segreto a Teheran mentre Carrie, registratasi in un hotel della città come una turista svizzera, incontra lo zio di Fara per organizzare un piano logistico di fuga non appena verrà conclusa la missione. Javadi viene prima ricevuto dal suo capo per convincerlo a valutare di persona l’attendibilità della storia di Brody e poi incontra in un luogo appartato Carrie, che gli procura una siringa al cianuro da dare a Brody come arma fornitale dal Mossad. Tuttavia Brody viene improvvisamente spostato per essere portato da Akbari presso la casa della vedova di Abu Nazir allo scopo di determinare la sua effettiva fedeltà alla causa qaedista. Mentre Carrie si prepara a creare un diversivo con dell'esplosivo assieme alla sua squadra, Brody riesce a farsi accogliere come un eroe a fini propagandistici contro gli USA ma la Casa Bianca ha però studiato un piano alternativo per ucciderlo come nemico della nazione con l’aiuto degli israeliani. Brody viene allora contattato telefonicamente da Carrie che lo avverte del possibile voltafaccia dell'Agenzia per farlo fuori ma l’uomo non vuole fuggire prima di aver concluso la sua missione nonostante sia tallonato da altri sicari del Mossad. A Brody non resta altro che chiedere aiuto a Nassrin per riuscire ad incontrare Akbari nel suo ufficio dove, dopo aver denunciato Javadi come spia al soldo della CIA per coprire la sottrazione del denaro usato per finanziare l'attentato, lo tramortisce con un pesante posacenere per poterlo comodamente soffocare con un cuscino, chiedendo poi aiuto a Carrie per farlo uscire da un edificio governativo pesantemente sorvegliato.
- Durata: 54 minuti
- Guest star: William Abadie (Alan Bernard), Shaun Toub (Majid Javadi), David Diaan (Masud Sharazi), Houshang Touzie (Danesh Akbari), Jeff Seymour (Agente del Mossad), Bobak Bakhtiari (Agente del Mossad), Naz Deravian (Nassrin Nazir), Eyas Younis (Interrogatore dell'IRGC).
- Ascolti USA: telespettatori 2 088 000[13]

## La stella
- Titolo originale: The Star
- Diretto da: Lesli Linka Glatter
- Scritto da: Alex Gansa e Meredith Stiehm

### Trama
Brody viene scortato dalle guardie armate fuori dall’edificio ma quando la segretaria scopre il corpo di Akbari, scatta l’allarme generale e lui si vede costretto a fuggire in auto assieme a Carrie per raggiungere la casa sicura appena fuori dalla periferia occidentale della città, nella quale lei gli confessa di essere incinta di quattro mesi. Javadi intanto informa Saul dell’accaduto e quest’ultimo, nonostante Dar Adal gli abbia consigliato di bruciarli, decide lo stesso di tentare un’ultima disperata missione di salvataggio organizzata da una base delle forze speciali in Afghanistan. Tuttavia, per ragioni politiche della Casa Bianca sollevate per colpa di Lockhart, Brody viene fatto arrestare dal regime iraniano: a Javadi non resta altro che comunicare a Carrie che, una volta portato in un carcere militare, gli hanno inflitto la pena di morte per impiccagione e che sia lui che Saul non possono fare più nulla per salvargli la vita all'ultimo momento. Una volta tornata in patria e ancora molto scossa per aver dovuto guardare Brody morire appeso ad una gru in una piazza pubblica, la donna viene nominata quattro mesi dopo nuovo capo stazione alla sede di Istanbul per poter monitorare da vicino i nuovi progressi politici ottenuti in Iran; Saul invece, in aperto dissenso con le decisioni prese su Brody, è stato licenziato dall’Agenzia e si è ritirato con la moglie Mira a vita privata a New York dopo una breve vacanza. Carrie reclama al neo direttore della CIA Lockhart una nuova stella commemorativa anche per Brody sul CIA Memorial Wall, ovvero la parete che ricorda gli agenti della CIA caduti in servizio, ma l'assegnazione viene cinicamente rifiutata e la donna si sfoga con Quinn. Saul incontra Dar Adal in un fast food, proponendogli senza successo di seguire le sue stesse orme nel settore privato mentre a casa Mathison, Carrie comunica alla sua famiglia il trasferimento all’estero nonché il suo coinvolgimento emotivo per la nascita della figlia. Non appena termina la commemorazione pubblica a Langley a cui partecipa anche Saul in qualità di ospite, l’episodio si conclude con Carrie che al buio aggiunge di sua iniziativa una stella con un pennarello.
- Durata: 60 minuti
- Guest star: Tim Guinee (Scott Ryan), Shaun Toub (Majid Javadi), David Diaan (Masud Sharazi), Houshang Touzie (Danesh Akbari), James Rebhorn (Frank Mathison), Amy Hargreaves (Maggie Mathison).
- Ascolti USA: telespettatori 2 384 000[14]